# 10029 Hiramperkins
10029 Hiramperkins è un asteroide della fascia principale. Scoperto nel 1981, presenta un'orbita caratterizzata da un semiasse maggiore pari a 2,5553249 UA e da un'eccentricità di 0,2487421, inclinata di 3,64119° rispetto all'eclittica.